# Dan Andersson-priset
Dan Andersson-priset, instiftat 1963, är ett litterärt pris på 20 000 kronor (2016) som årligen utdelas av Dan Andersson-sällskapet.

## Pristagare
- 1963 – Otto Blixt
- 1964 – Olle Svensson
- 1965 – ingen utdelning
- 1966 – Nils Parling
- 1967 – Emil Hagström
- 1968 – 1969 ingen utdelning
- 1970 – Edvard Robert Gummerus
- 1971 – 1973 ingen utdelning
- 1974 – Harald Forss
- 1975 – ingen utdelning
- 1976 – Nils Parling
- 1977 – ingen utdelning
- 1978 – Gunde Johansson
- 1979 – Anna Rydstedt
- 1980 – Helmer Grundström
- 1981 – Karl Rune Nordkvist
- 1982 – Gunnar Turesson
- 1983 – Bert Olls
- 1984 – Lars Huldén
- 1985 – Stig Sjödin
- 1986 – Ingela Strandberg
- 1987 – Elisabeth Rynell
- 1988 – Teddy Gummerus
- 1989 – Arne Upling
- 1990 – Thorstein Bergman
- 1991 – Holger Lewin
- 1992 – Bengt Emil Johnson
- 1993 – Barbro Gummerus
- 1994 – Hans O. Granlid
- 1995 – Gösta Ågren
- 1996 – Henning E. Pedersen
- 1997 – Erik Yvell
- 1998 – Bengt Pohjanen
- 1999 – Eva Norberg
- 2000 – Arne Säll
- 2001 – Göran Greider
- 2002 – Maria-Pia Boëthius
- 2003 – Pär Sörman
- 2004 – Nisse Munck
- 2005 – Saxdalens manskör
- 2006 – Pompeyo Lugo Méndez
- 2007 – Marcus Birro[2]
- 2008 – Sofia Karlsson
- 2009 – Björn Jadling
- 2010 – Alf Hambe
- 2011 – Lars Järnemo

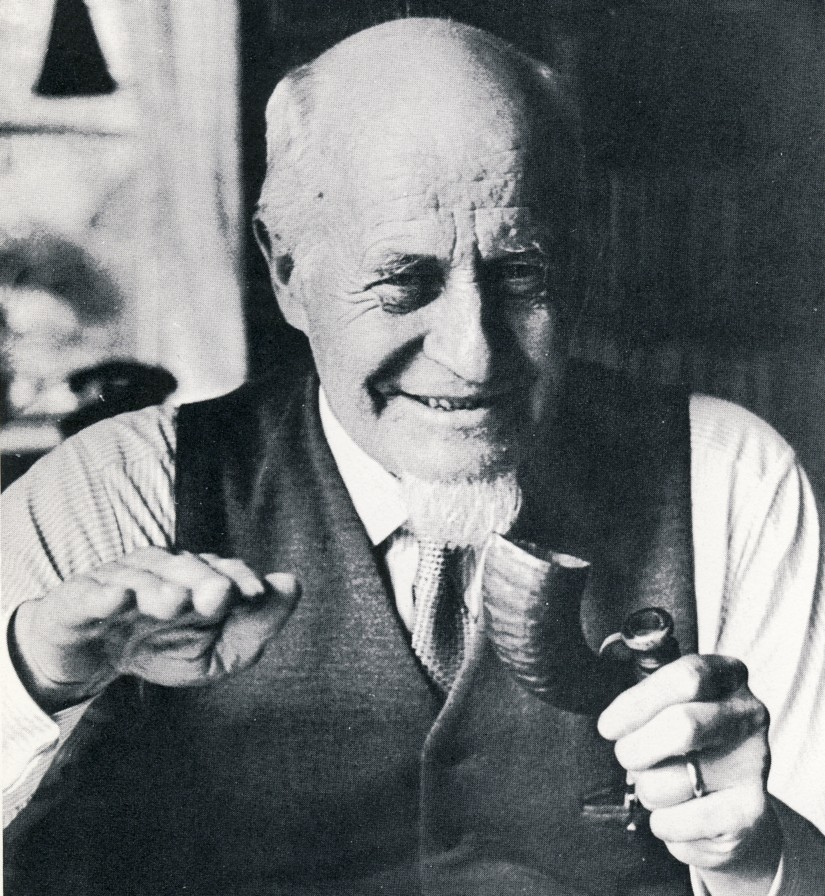
Otto Blixt

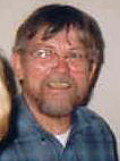
B. Pohjanen

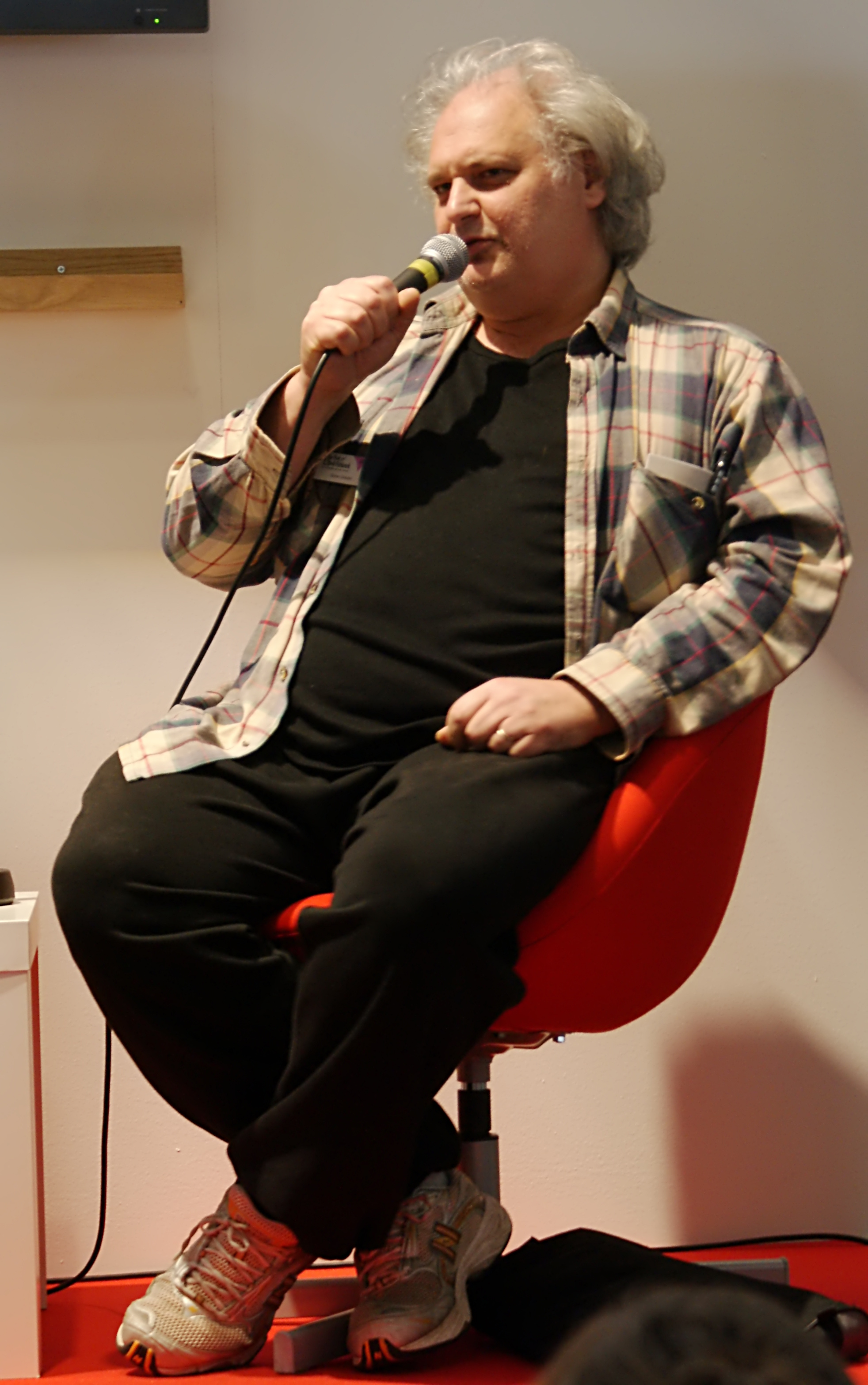
Göran Greider

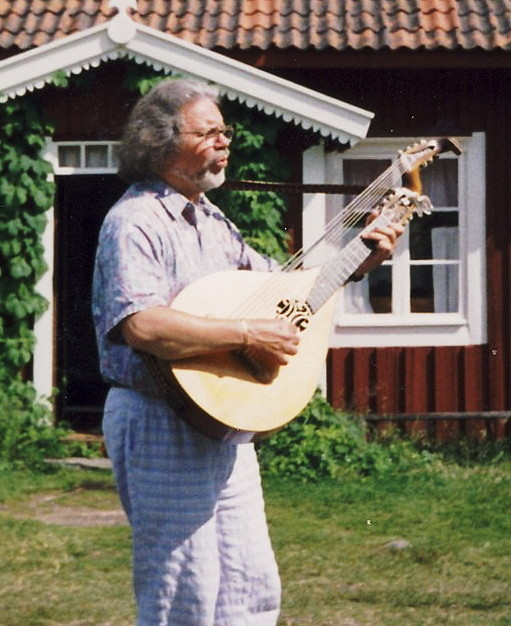
Nisse Munck

- 2012 – Nils Holmdahl och Heléne Littmarck Holmdahl
- 2013 – Linda Rattfelt[3]
- 2014 – Jörgen Dicander
- 2015 – Björn Hedén och Marketta Franssila
- 2016 – Birgitta Ahrås[4]
- 2017 – Dan Viktor Andersson
- 2018 – Lotta Lotass
- 2019 – Erik Löfmarck
- 2020 – Mats Hansson
- 2021 – Nina Hedenius
- 2022 – Björn Ulvaeus
- 2023 – Maria Norgren
- 2024 – Elsie Johansson[5]

### Fotnoter
1. ↑  Dan Andersson-sällskapet Läst 18 januari 2017
2. ↑  ”Birro får Dan Andersson-priset”. Svenska Dagbladet. 17 maj 2007. http://www.svd.se/kultur/birro-far-dan-andersson-priset_228753.svd. Läst 27 maj 2012.
3. ↑  ”Linda Rattfelt får Dan Anderssonpriset”. Dalarnas Tidningar. 31 maj 2013. http://www.dt.se/nojekultur/1.5935741-linda-rattfelt-far-dan-anderssonpriset. Läst 30 december 2013.[död länk]
4. ↑  ”Birgitta Ahrås får Dan Anderssonpriset”. Dala-Demokraten. 2 juni 2016. Arkiverad från originalet den 18 januari 2017. https://web.archive.org/web/20170118225806/http://www.dalademokraten.se/kultur/birgitta-ahras-far-dan-anderssonpriset. Läst 18 januari 2017.
5. ↑  ”2024-års pristagare”. www.danasallskapet.se. https://www.danasallskapet.se/dan-andersson-pristagare/2024-%C3%A5rs-pristagare-46726884. Läst 8 november 2024.